# Wittmann Viktor

Wittmann Viktor repülőgépe Rákoson

Wittmann Viktor (Szolnok, 1889. július 23. – Bécs, 1915. május 9.) magyar  gépészmérnök, pilóta.

## Tanulmányai
Gimnáziumi tanulmányai után, 1906-ban beiratkozott a Budapesti Műszaki Egyetemre, ahol 1910-ben vette át gépészmérnöki oklevelét. Már egyetemi évei alatt érdeklődni kezdett a repülés iránt, s 1910-től a Rákos-mező hazai úttörő aviatikusainak munkáját segítette.
1910-ben az európai repülés egyik központjába Reimsbe utazott, ahol szakmai ismereteit is sikerült bővítenie.

## Munkája
Következő munkahelye a Bécs melletti Aspern légibázisa volt. Itt feladatai közé tartozott a hadseregnek szánt repülőgépek tesztelése. 1910-ben az Osztrák–Magyar Monarchia hadügyminisztériuma első ízben írt ki versenypályázatot, mely nyomán 1911 tavaszán úgy döntöttek, hogy az "Etrich Taube" típust rendszeresítik a repülőalakulatoknál. 
Amikor Wittmann egy ilyen monoplánnal bemutatót tartott Németországban, műszaki igazgatói állást ajánlottak számára az egyik újonnan alapított repülőgépgyárban. Ő azonban visszatért Budapestre, és az 1913-ban megalakult Magyar Repülőgépgyár Rt. főmérnöke és berepülő pilótája lett. A vállalat 1915-ben Albertfalvára költözött, ahol UFAG (Ungarische Flugzeugfabrik Aktien Gesselschaft) néven, a háború végére a monarchia legnagyobb repülőgépgyára lett. Bár a Magyar Repülőgépgyár Rt. katonai gépeket épített, Wittmannt kezdettől fogva izgatta a repülőgép polgári célú hasznosítása is. Az Aviatika című szaklapban megjelent cikksorozata bizonyítja, hogy már 1911-ben felismerte, a repülőgép katonai felhasználása mellett, forradalmi változásokat hozhat a közlekedésben is. Éppen ezért tervbe vette, hogy napi feladatai elvégzése mellett, hozzákezd egy utasszállító gép tervezésének.
Az első világháború kitörése azonban megakadályozta Wittmannt elképzelései megvalósításában. A Magyar Repülőgépgyár Rt. műszaki igazgatójaként, minden idejét a katonai repülőgépek építése és berepülése kötötte le. Az elkészült gépeket ugyancsak ő adta át az osztrák-magyar légierő képviselőinek.

## Versenyzése
- 1913-ban a Magyar Aero Szövetség felhívására, Zsélyi Aladárral együtt pilótavizsgát tett Wiener Neustadtban. 1913. augusztus 20-án Rákosmezőn rendezték meg a második nemzetközi repülőversenyt, melyen Wittmann Viktor 1220 méteres magassági, és 45 perces időtartam repülésével első lett.
- 1913-ban megnyerte a Szombathely-Kőszeg-Szombathely távrepülő versenyt is.
- 1914 áprilisában 1100 kilométeres távrepülő versenyt rendeztek cseh, osztrák és magyar pilóták részvételével.  Wittmann a Magyar Repülőgépgyár Rt.-ben készült Lohner géppel indult, mellyel sikerült megszereznie az első helyet.
- 1914 júliusában, ugyanezzel a géppel a Pöstyénben megrendezett nemzeti repülőversenyen 2200 méteres magassági csúcsot állított fel, megnyerte a sebességi díjat, s az összteljesítmény pontozása után első lett. Ekkoriban kötött haláláig tartó barátságot Karinthy Frigyessel, akit rendszeresen elvitt magával repülni.

## Halála
- 1915. május 7-én, pénteken a gyár egyik szerelőjével Bécsbe repült, hogy két nap múlva átadják a gépet a katonai átvevő bizottságnak. Vasárnap, egy másik pilóta társaságában újra felszállt, azonban a bemutató gyakorlatok közben mintegy 30-40 méter magasságból a gép lezuhant és orral a repülőtér talajába fúródott. Bár utasa szinte sérülés nélkül mászott ki a roncsok közül, Wittmann a katasztrófában életét veszítette.

## Elismerése
- 1911. augusztus 3-án megalakult a Magyar Géprepülők Szövetsége, mely a 22 éves Wittmann Viktort vezetőségi taggá választotta.
- Róla írta Karinthy Frigyes: A repülő ember. Wittmannn Viktor emlékezete című novelláját.[2]